# 刘子毅
刘子毅（1912年7月—2002年1月1日），男，山东安邱人，中华人民共和国政治人物，曾任中共四川省委宣传部副部长、部长，四川省人大常委会副主任、党组副书记。